# Barbican à poitrine brune
Pogonornis melanopterus
Espèce
Statut de conservation UICN

 LC  : Préoccupation mineure
Le Barbican à poitrine brune (Pogonornis melanopterus) est une espèce d'oiseaux de la famille des Lybiidae, dont l'aire de répartition s'étend sur la Somalie, le Kenya, la Tanzanie, le Malawi et le Mozambique.

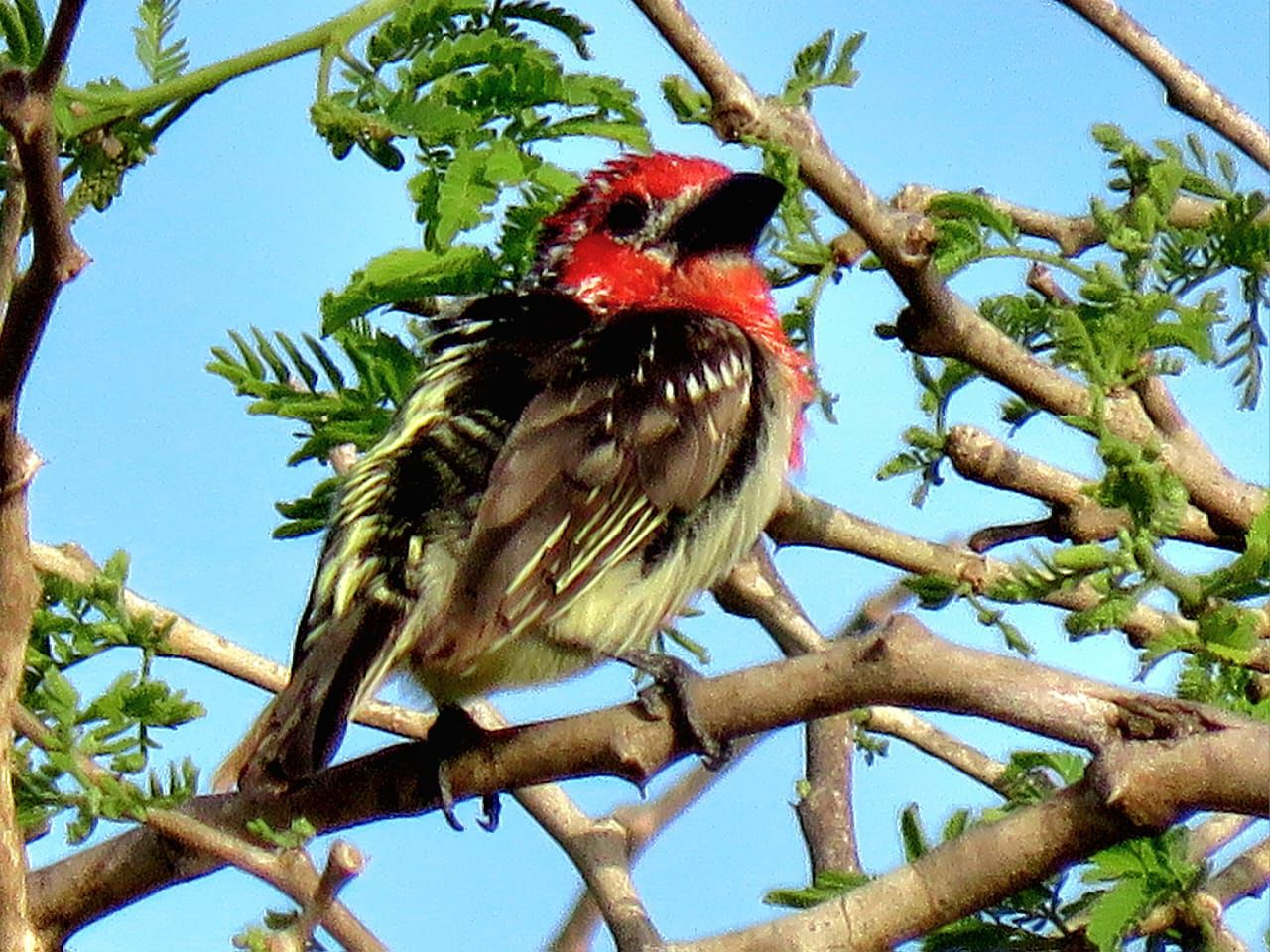
Barbican à poitrine brune du Sénégal